# Метод Эйлера
Ме́тод Э̀йлера — простейший численный метод решения систем обыкновенных дифференциальных уравнений. Впервые описан Леонардом Эйлером в 1768 году в работе «Интегральное исчисление». Метод Эйлера является явным, одношаговым методом первого порядка точности. Он основан на аппроксимации интегральной кривой кусочно-линейной функцией — так называемой ломаной Эйлера.

Ломаная Эйлера (красная линия) — приближённое решение в пяти узлах задачи Коши — и точное решение этой задачи (выделено синим цветом)

## Описание метода
Пусть дана задача Коши для уравнения первого порядка:
{\displaystyle {\frac {dy}{dx}}=f(x,y),}
{\displaystyle y_{|_{x=x_{0}}}=y_{0},}
где функция {\displaystyle f} определена на некоторой области {\displaystyle D\subset \mathbb {R} ^{2}}. Решение ищется на полуинтервале {\displaystyle (x_{0},b]}. На этом промежутке введём узлы
{\displaystyle x_{0}<x_{1}<\dots <x_{n}\leq b.}
Приближенное решение в узлах {\displaystyle x_{i}}, которое обозначим через {\displaystyle y_{i}}, определяется по формуле
{\displaystyle y_{i}=y_{i-1}+(x_{i}-x_{i-1})f(x_{i-1},y_{i-1}),\quad i=1,2,3,\dots ,n.}
Эти формулы непосредственно обобщаются на случай систем обыкновенных дифференциальных уравнений.

## Оценка погрешности метода на шаге и в целом
Погрешность на шаге, или локальная погрешность, — это разность между численным решением после одного шага вычисления {\displaystyle y_{i}} и точным решением в точке {\displaystyle x_{i}=x_{i-1}+h}. Численное решение задаётся формулой
{\displaystyle y_{i}=y_{i-1}+hf(x_{i-1},y_{i-1}).\quad }
Точное решение можно разложить в ряд Тейлора:
{\displaystyle y(x_{i-1}+h)=y(x_{i-1})+hy'(x_{i-1})+O(h^{2}).}
Локальную ошибку {\displaystyle L} получаем, вычитая из второго равенства первое:
{\displaystyle L=y(x_{i-1}+h)-y_{i}=O(h^{2}).}
Это справедливо, если {\displaystyle y} имеет непрерывную вторую производную. Другим достаточным условием справедливости этой оценки, из которого вытекает предыдущее и которое обычно может быть легко проверено, является непрерывная дифференцируемость {\displaystyle f(x,y)} по обоим аргументам.
Погрешность в целом, глобальная или накопленная погрешность — это погрешность в последней точке произвольного конечного отрезка интегрирования уравнения. Для вычисления решения в этой точке требуется {\displaystyle S/h} шагов, где {\displaystyle S}  — длина отрезка. Поэтому глобальная погрешность метода {\displaystyle G=O(h^{2}S/h)=O(h)}.
Таким образом, метод Эйлера является методом первого порядка — имеет погрешность на шаге {\displaystyle O(h^{2})} и погрешность в целом {\displaystyle O(h)}.

## Значение метода Эйлера
Метод Эйлера являлся исторически первым методом численного решения задачи Коши. О. Коши использовал этот метод для доказательства существования решения задачи Коши. Ввиду невысокой точности и вычислительной неустойчивости для практического нахождения решений задачи Коши метод Эйлера применяется редко. Однако в виду своей простоты метод Эйлера находит своё применение в теоретических исследованиях дифференциальных уравнений, задач вариационного исчисления и ряда других математических проблем.

## Модификации и обобщения

### Модифицированный метод Эйлера с пересчетом
Повысить точность и устойчивость вычисления решения можно с помощью явного метода Эйлера следующего вида.
Прогноз:
{\displaystyle {\tilde {y}}_{i}=y_{i-1}+(x_{i}-x_{i-1})f(x_{i-1},y_{i-1})}.
Коррекция:
{\displaystyle y_{i}=y_{i-1}+(x_{i}-x_{i-1}){\frac {f(x_{i-1},y_{i-1})+f(x_{i},{\tilde {y}}_{i})}{2}}}.
Для повышения точности корректирующую итерацию можно повторить, подставляя {\displaystyle {\tilde {y}}_{i}=y_{i}} .
Модифицированный метод Эйлера с пересчетом имеет второй порядок точности, однако для его реализации необходимо как минимум дважды вычислять {\displaystyle f(x,y)}. Метод Эйлера с пересчетом представляет собой разновидность методов Рунге — Кутты (предиктор-корректор).

### Двухшаговый метод Адамса — Башфорта
Другой способ повысить точность метода заключается в использовании не одного, а нескольких вычисленных ранее значений функции:
{\displaystyle y_{i+1}=y_{i}+{\tfrac {3}{2}}hf(x_{i},y_{i})-{\tfrac {1}{2}}hf(x_{i-1},y_{i-1}).}
Это линейный многошаговый метод.

## Реализации на языках программирования
Реализация на языке Си для функции{\displaystyle f(x,y)=6x^{2}+5xy}. 
```
#include
 
<stdio.h>
  // printf()

#include
 
<stdlib.h>
 // EXIT_SUCCESS

// функция первой производной

double
 
f
(
 
double
 
const
 
x
,
 
double
 
const
 
y
 
)
 
{
 
return
 
6
 
*
 
x
 
*
 
x
 
+
 
5
 
*
 
x
 
*
 
y
;
 
}

// точка входа

int
 
main
()

{

	
double
	
const
	
h
 
=
 
.01
;
    
// размер шага

	
double
			
x
 
=
 
1
;
      
// x_0

	
double
			
y
 
=
 
1
;
      
// y_0

	
int
             
n
 
=
 
10
;
     
// количество итераций

    
// итерации по методу Эйлера

    
for
 
(
 
;
 
n
--
;
 
y
 
+=
 
h
 
*
 
f
(
 
x
,
 
y
 
),
 
x
 
+=
 
h
 
);

	
// печать результата

	
printf
(
 
"x:
\t
%-5.7lf
\n
y:
\t
%-5.7lf"
,
 
x
,
 
y
 
);

    
// выход

    
return
 
EXIT_SUCCESS
;

}

```

Реализация на языке Python 3.7:
```
# n - количество итераций, h - шаг, (x, y) - начальная точка

def
 
Euler
(
n
 
=
 
10
,
 
h
 
=
 
0.01
,
 
x
 
=
 
1
,
 
y
 
=
 
1
):

    
for
 
i
 
in
 
range
(
n
):

        
y
 
+=
 
h
 
*
 
function
(
x
,
 
y
)

        
x
 
+=
 
h

    
return
 
x
,
 
y
 
# решение

def
 
function
(
x
,
 
y
):

    
return
 
6
 
*
 
x
**
2
 
+
 
5
 
*
 
x
 
*
 
y
 
# функция первой производной

print
(
Euler
())

```

Реализация на языке Lua:
```
n
,
 
h
,
 
x
,
 
y
 
=
 
10
,
 
0.01
,
 
1
,
 
1
 
-- количество итераций, шаг, координаты начальной точки

function
 
f
 
(
x
,
 
y
)
 
return
 
6
*
x
^
2
+
5
*
x
*
y
 
end
 
-- функция первой производной

for
 
i
 
=
 
1
,
 
n
 
do

  
x
,
 
y
 
=
 
x
 
+
 
h
,
 
y
 
+
 
h
 
*
 
f
(
x
,
 
y
)

end

print
(
'x: '
..
x
..
' y: '
..
y
)

```